# Henry Noble MacCracken
Henry Noble MacCracken (Toledo (Ohio), 19 novembre 1880 – Poughkeepsie, 7 maggio 1970) è stato un docente statunitense.
È stato il quinto presidente del Vassar College di Poughkeepsie, New York, dove servì dal 1915 al 1946 come primo presidente laico del college. Il mandato di MacCracken come presidente del Vassar College è il più lungo nella storia del college, che dura da oltre trent'anni.

## Biografia
Nato a Toledo, nell'Ohio, il 19 novembre 1880 da Henry Mitchell MacCracken. Il fratello di Henry era John Henry MacCracken, presidente (1915-26) del Lafayette College. Suo figlio, Calvin Dodd MacCracken, era un noto inventore.
MacCracken ha conseguito una laurea in inglese nel 1900 presso la New York University. Dopo la laurea, è entrato a far parte della facoltà del Syrian Protestant College di Beirut per tre anni prima di tornare alla New York University per gli studi universitari. Dopo aver completato un master in inglese, ha conseguito un dottorato di ricerca all'Università di Harvard.
MacCracken sposò Marjorie Dodd il 12 giugno 1907.
Fu presidente del Vassar College dal 1915 al 1946. Negli anni '20, fu coinvolto nella fondazione del Sarah Lawrence College, che inizialmente era un college junior femminile affiliato a Vassar. Nel 1930 fu completata una residenza che porta il nome di MacCracken. Fu nel consiglio di amministrazione del collegio fino a quando la sua affiliazione con Vassar fu interrotta nel 1935.
MacCracken è morto il 7 maggio 1970 nella sua casa, 87 New Hackensack Road, a Poughkeepsie, New York. Sua moglie, Marjorie Dodd MacCracken morì nel 1974.